# Eriochromblauschwarz R
Eriochromblauschwarz R, auch Calcon, ist ein wasserlöslicher Azofarbstoff, der als Komplexometrie-Indikator für Kupfer, Aluminium, Eisen und Zirconium eingesetzt wird. Er hat strukturelle Ähnlichkeit mit Azorubin.

## Eigenschaften und Verwendung
Calcon ist ein dunkelbraun bis schwarzviolett gefärbtes Pulver, das in Wasser mit blauvioletter Farbe löslich ist. Eine Verminderung des pH-Wertes durch Säurezugabe bewirkt eine Aufhellung der Farbe.
Der Farbstoff ist der Calconcarbonsäure strukturell ähnlich und bildet sehr stabile Komplexe mit Al(III)-Ionen. Er kann daher zur sehr empfindlichen voltammetrischen Aluminiumbestimmung etwa in Trinkwasser verwendet werden; die Empfindlichkeit liegt dabei bei etwa 5 μg·l−1 Lösung. Phosphoproteine können mit Calcon angefärbt werden.